# Ecuadorgråstjärt
Ecuadorgråstjärt (Xenerpestes singularis) är en fågel i familjen ugnfåglar inom ordningen tättingar.

## Utseende och läte
Ecuadorgråstjärten är en streckad, sångarlik fågel. Den är grå på rygg och vingar, gråstreckat vit under. På huvudet har den vitt ögonbrynsstreck och roströd panna, det senare dock svårt att se i fält. Tvärbandad stjärt skiljer den från bergtandgärdsmyg. Sång består av ett utdraget skrovligt tjatter.

## Utbredning och systematik
Fågeln förekommer lokalt vid foten av Anderna i östra Ecuador och norra Peru. Den behandlas som monotypisk, det vill säga att den inte delas in i några underarter.

## Levnadssätt
Ecuadorgråstjärten hittas i bergsbelägen molnskog. Den ses vanligen i par som födosöker högt uppe i trädtaket. Fågeln slår ofta följe med kringvandrande artblandade flockar.

## Status och hot
Arten har ett stort utbredningsområde, men tros minska i antal, dock inte tillräckligt kraftigt för att den ska betraktas som hotad. Internationella naturvårdsunionen IUCN listar arten som livskraftig (LC).